# Nigrán
Nigrán – gmina w Hiszpanii, w prowincji Pontevedra, w Galicji, o powierzchni 34,77 km². W 2011 roku gmina liczyła 17 840 mieszkańców.